# Witbier
La Witbier (neerlandès) o biére blanche (francès), cervesa de blat, és un estil de cervesa tradicional de Bèlgica. Els llevats i les proteïnes de blat en suspensió li provoquen el to tèrbol blanquinós. Es caracteritza sobretot per ser feta no només amb malta d'ordi, sinó amb una elevada proporció de malta de blat.
Tot i que es tradueix sovint per cervesa blanca, el nom prové de weitbier, cervesa de blat. «Weit» és una antiga paraula neerlandesa quasi desapareguda, parenta amb l'anglès wheat o l'alemany weizen que sigfniquen totes blat, que per etimologia popular es va confondre amb el mot wit que significa blanc. Existeixen també cerveses de blat fosques, el color depèn de la temperatura a la qual se seca la malta. És una descendent directa de la producció medieval que no utilitzava llúpols per aromatitzar i conservar la cervesa, sinó que emprava una barreja d'herbes i espècies anomenada gruit. La witbier continua elaborant-se de la mateixa manera per bé que el gruit utilitzat actualment consisteix bàsicament en coriandre, peles de taronges agres i llúpols. La seva graduació, la seva amargor i el seu sabor tendeixen a ser suaus. Per això se la considera una cervesa molt bevible, òptima per a les estacions més caloroses. Se la considera cosina germana de les Weizenbier o Weissbier, les cerveses de blat alemanyes, se'n distingeix principalment per la utilització de gruit (amb coriandre i pell de taronja) i l'addició de blat cru.
Era la cervesa tradicional d'Haspengouw, regió tradicional de conreu de blat. La pressió de la industrialització i l'èxit de cerveses tipus pilsner va fer desaparèixer l'estil. El 1955 va tancar la cerveseria Tomsin, la darrera del seu gènere a Hoegaarden, una petita ciutat agrícola i capital de la cervesa de blat que a l'apogeu tenia treinta-i-cinc fàbriques de cervesa. L'équip va ser transferit al museu a l'aire lliure de Bokrijk. La producció de la blanca de Lovaina, la Peeterman (un terç de malt d'ordi, dos terços de blat cru) es va aturar el 1974. El 1966, Pierre Celis (1925-2011), un lleter que de jove havia ajudat a la fàbrica de Tomsin enyorava el gust perdut i va començar experimentar per recrear la witbier. Va tenir èxit i a poc a poc la cuina es tornava massa petita i va comprar i revifar una cerveseria tancada.
Des dels anys 1980 va recuperar força popularitat a Bèlgica. L'obra pionera de Pierre Celis va tenir èxit i avui moltes cerveseries tenen una witbier a l'assortiment. Arreu del món alguns productors han començat a fer-ne variants amb afegit de xarop de fruites. El costum d'afegir un tall de llimona és malt vist pels coneixedors, ja que altera el seu sabor sense millorar-lo.